# باري فروست
باري فروست (بالإنجليزية: Barrie Frost)‏ هو عالم نفس نيوزلندي وكندي، ولد في 3 يونيو 1939 في نيلسون في نيوزيلندا، وتوفي في 4 أكتوبر 2018 في كينغستون في كندا بسبب سرطان.